# Tupianska språk

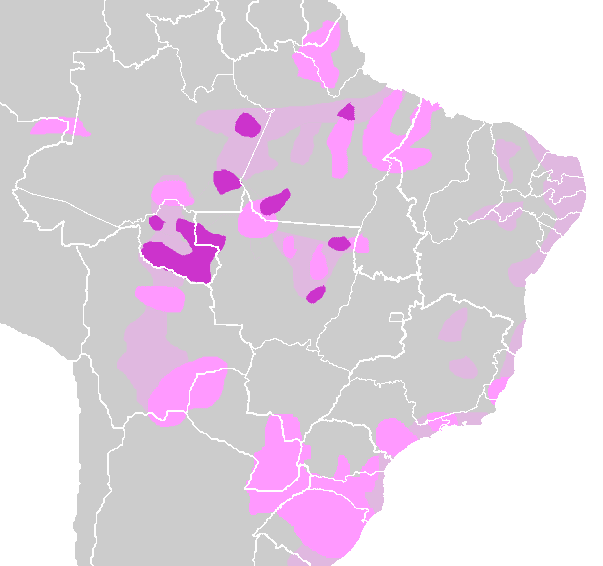
Tupianska språk; tupí-guaraní-språk i mörkare.

Tupianska språk är en språkfamilj som förekommer i Sydamerika från Anderna till den Atlantiska kusten.
Språkfamiljen delas in i sju undergrupper och består av 71 individuella språk:
- Arikemspråk
- Maweti-guarani-språk
- Mondespråk
- Mundurukuspråk
- Purubora-ramarama-språk
- Tuparispråk
- Yurunaspråk